# Набережный (Адыгея)
Набережный — посёлок в Красногвардейском районе Республики Адыгея России. Относится к Хатукайскому сельскому поселению.

## Географическое положение
Расположен в 10 км к северо-востоку от села Красногвардейского, на левом берегу реки Кубани, на границе с Усть-Лабинским районом Краснодарского края.

## История
Образован путём слияния в 1930-е годы хуторов Победоносцева и Припаньковского. С этого же времени получил статус поселка. Название получил от расположения на берегу реки Кубани. Хутора возникли в 1891—1982 годах.
В 1970-е годы был признан неперспективным и подлежал переселению, однако данное мероприятие не было осуществлено.

## Население
| 2002 | 2010 | 2013 | 2014 | 2015 | 2016 | 2017 |
| ---- | ---- | ---- | ---- | ---- | ---- | ---- |
| 145  | ↘98  | ↘94  | ↗96  | ↘94  | →94  | ↘88  |
| 2018 | 2019 | 2020 | 2021 | 2023 | 2024 |      |
| ↗92  | ↘91  | ↗94  | ↘59  | ↗63  | ↗69  |      |

По переписи 1926 года на обоих хуторах проживало 173 человека, из которых:
- украинцы — 127 чел. (73,4 %),
- русские — 38 чел. (22,0 %),
- армяне — 8 чел. (4,6 %)[15].

В 1972 году население поселка составляло 201 житель. К 1997 году осталось 104 человека.

По данным Всероссийской переписи населения 2021 года:
| Народ   | Численность, чел. | Доля от всего населения, % |
| ------- | ----------------- | -------------------------- |
| русские | 58                | 98,31 %                    |
| адыги   | 1                 | 1,69 %                     |
| всего   | 59                | 100,0 %                    |